# Bernardo Elonga
Bernardo Elonga Molico  (ur. 23 czerwca 1975) – lekkoatleta z Gwinei Równikowej, średniodystansowiec, olimpijczyk.
Zawodnik dwukrotnie reprezentował swój kraj na igrzyskach olimpijskich. W 1988 w Seulu – startował w biegu na 1500 m mężczyzn (odpadł w eliminacjach z czasem 4:16.40 s.) i ponownie w 1992 w Barcelonie, gdzie również wystąpił w biegu na 1500 m mężczyzn (odpadł w eliminacjach z czasem 4:25.78 s.)

## Rekordy życiowe
| Dystans             | Wynik   | Miejsce | Data             |
| ------------------- | ------- | ------- | ---------------- |
| bieg na 1500 metrów | 4:16.40 | Seul    | 29 września 1988 |